# 符秀丽
符秀丽（英語：FOO Teow Lee），新加坡外交官，曾任新加坡驻香港总领事，现任驻法国大使。

## 生平
1995年，符秀丽自新加坡国立大学毕业，获得药学理学学士学位（荣誉）。2003年，在外交部奖学金项目支持下，于美国哈佛大学获得东亚区域研究的文学硕士学位。已婚，育有两个女儿。

### 外交工作
1995年，符秀丽进入新加坡外交部工作。她曾两次被派驻驻中国大使馆。第一次是在1998年至2002年，任驻华大使馆一秘。第二次是在2005年至2011年，任驻华大使馆政务参赞，后兼副馆长。2012年至2016年，回国任外交部东南亚二司司长。在2013年至2015年期间，还同时兼任新加坡外交学院主管学术工作的副院长。2015年至2016年，任外交学院院长。
2016年11月至2021年6月，任新加坡驻香港总领事。2021年7月13日，被任命为驻法国大使（兼驻葡萄牙）。

## 荣誉

### 新加坡勋章奖章
- 长期服务奖章（英语：Pingat Bakti Setia）（2020年颁发[3]）
- 公共行政（银）奖章（英语：Pingat Pentadbiran Awam）（2021年颁发[3]）